# Nicolas Moussiopoulos
Nicolas Moussiopoulos (griechisch Νικόλαος Μουσιόπουλος; * 1. Januar 1956 in Athen) ist ein griechischer Ingenieurwissenschaftler und Hochschullehrer an der Aristoteles-Universität Thessaloniki. Seine Forschungsschwerpunkte sind im Bereich der Umweltingenieurwissenschaften angesiedelt.

## Leben
Nicolas Moussiopoulos studierte von 1973 bis 1978 Maschinenbau an der Universität Karlsruhe und machte 1977 einen Studienabschluss am Von Karman Institut für Strömungsmechanik in Sint-Genesius-Rode, Belgien. Nach Beendigung seines Doktoratsstudium im Jahr 1982 an der Fakultät für Maschinenbau an der Universität Karlsruhe mit dem Schwerpunkt Transportphänomene begann er als Dozent an der Universität Karlsruhe und leitete dort eine Forschungsgruppe, die mathematische Modellsysteme zur Beschreibung der Ausbreitung von Luftschadstoffen in der Atmosphäre entwickelte. Von 1986 bis 1987 war er außerdem als Dozent an der Gesamthochschule Kassel tätig.
Nach seiner Habilitation in Wärmetechnik an der Universität Karlsruhe im Jahr 1988 wurde Moussiopoulos zum Professor an der Aristoteles-Universität Thessaloniki ernannt und leitet dort seit 1990 das Institut für Wärme- und Umwelttechnik. In den Jahren von 1997 bis 1999 und von 2003 bis 2007 war er Vorsitzender des Instituts für Maschinenbau und von 2006 bis 2010 Dekan der Fakultät für Ingenieurwissenschaften der Aristoteles-Universität Thessaloniki. Seit 2010 ist er stellvertretender Vorsitzender des Verwaltungsrates und Dekan der Fakultät für Wirtschafts- und Rechtswissenschaften der International Hellenic University in Thessaloniki.
Von 1994 bis 2001 war Moussiopoulos Mitglied des wissenschaftlichen Beirats des Nationalen Observatoriums in Athen, von 1998 bis 2001 Vollmitglied im griechischen Forschungsrat und ist dort seit 2011 Mitglied des Ausschusses für Ingenieurwissenschaften. Zwischen 2005 und 2010 war er der Repräsentant für Griechenland bei COST für Erdsystemwissenschaft und ist seit 2011 Redaktionsmitglied bei der wissenschaftlichen Zeitschrift Philosophical Transactions of the Royal Society A der britischen Royal Society für den Themenbereich Ingenieurwissenschaften.
Moussiopoulos erhielt 1975 den Senator-Dr.-Koch-Preis und 1978 den Redtenbacher-Preis der Universität Karlsruhe verliehen und wurde 1990 mit dem Heinrich-Hertz-Preis ausgezeichnet. 1996 wurde er zum Ehrenprofessor der Fakultät für Maschinenbau der Universität Karlsruhe ernannt. Seit dem 26. März 2002 ist Moussiopoulos Mitglied der Deutschen Akademie der Naturforscher Leopoldina in der Sektion Technikwissenschaften und erhielt im gleichen Jahr das Bundesverdienstkreuz am Bande der Bundesrepublik Deutschland verliehen.

## Schriften
- mit Wolfgang Oehler, Klaus Zellner: Kraftfahrzeugemissionen und Ozonbildung. Springer, Berlin u. a. 1989. Zweite neubearbeitete Auflage 1992.
- mit Rainer Kunz: Simulation of the wind field in Athens using refined boundary conditions. In: Atmospheric Environment. Volume 29, Nr. 24, 1995, S. 3575–3591, DOI:10.1016/1352-2310(94)00361-N (englisch).
- mit Christopher J. Koroneos, Aris Th. Dompros, George Roumbas: Life cycle assessment of hydrogen fuel production processes. In: International Journal of Hydrogen Energy. Volume 29, Nr. 13, 2004, S. 1443–1450, DOI:10.1016/j.ijhydene.2004.01.016 (englisch).
- Mitautor: Evaluation and intercomparison of Ozone and PM10 simulations by several chemistry transport models over four European cities within the CityDelta project. In: Atmospheric Environment. Volume 41, Nr. 1, 2007, S. 173–188, DOI:10.1016/j.atmosenv.2006.07.039 (englisch).
- Mitautor: CityDelta. A model intercomparison study to explore the impact of emission reductions in European cities in 2010. In: Atmospheric Environment. Volume 41, Nr. 1, 2007, S. 189–207, DOI:10.1016/j.atmosenv.2006.07.036 (englisch).
- Mitautor: Atmospheric composition change – global and regional air quality. In: Atmospheric Environment. Volume 43, Nr. 33, 2009, S. 5268–5350, DOI:10.1016/j.atmosenv.2009.08.021 (englisch)